# Ріжки (Білоцерківський район)
Рі́жки — село в Україні, в Таращанській міській громаді Білоцерківського району Київської області. Населення становить 615.

## Загальні відомості
Розташування: 22 км від центру громади міста Тараща. Населення: 615 осіб. Площа: 5,423 км². Водойми: річка Жигалка. 
Неподалік села розташований ландшафтний заказник «Ружківські яри».

## Історія
Село було засноване в 1744 році. За однією з версій, назва села походить від квітки рожі (ружа, ріжки).
Близько 1775 року, в часи, коли Катериною II було повністю знищено Запорізьку Січ, на березі річки Жигалка, оселився козак. Тому за іншою версією, назва села походить від місця утворення поселення — рожка, повороту русла річки. 
1848 року побудовано кам'яну церкву в ім'я святого апостола і євангеліста Луки з дерев'яною дзвіницею. 1984 року за наказом радянської влади церкву зруйновано. Але 1992 року на цьому ж місці розпочато будівництво нового храму святого апостола євангеліста Луки. Нині церква збудована та освячена.
Село також відоме цілющим джерелом, що вважається місцем явлення Богородиці.

## Відомі люди
- Дубиківська-Кальненко Лідія — українська поетеса, історик мистецтва.
- Горошко Михайло Васильович — російський вчений геолог, доктор геолого-мінералогічних наук, провідний науковий співробітник Інституту тектоніки і геофізики імені Ю. А. Косигіна міста Хабаровськ.

## Релігія
Село відоме цілющим джерелом, що вважається місцем явлення Богородиці, а також іконою Ріжківської Божої Матері.